# Matthew Morrison
Matthew James Morrison (Fort Ord, California; 30 de octubre de 1978) es un actor, cantante, músico y bailarín estadounidense. Es conocido por sus múltiples producciones tanto en Broadway, como fuera de él y por su papel de Will Schuester en la serie televisiva de comedia musical Glee, por el que recibió dos nominaciones a los premios Globo de Oro y un premio Satellite, ambos en la categoría de mejor actor en comedia o musical.

## Biografía
Morrison nació en Fort Ord, California, hijo de Mary Louise (Fraser) y Thomas Morrison. Morrison fue criado en Chico, California, y tiene ascendencia escocesa e inglesa. Formó parte del Collaborative Arts Project 21 (CAP21) y la Escuela Secundaria de Artes del Condado de Orange, mientras estaba en el campus de la Escuela Secundaria Los Alamitos. Mientras estaba en la escuela secundaria, Morrison hizo un musical con la actriz Jodie Sweetin. Asistió a la Escuela de Artes Tisch de la Universidad de Nueva York durante dos años antes de abandonar y unirse a la adaptación de Footway de Broadway.
Morrison se comprometió con Chrishell Stause el 9 de diciembre de 2006. Su relación acabó un tiempo después.
En 2011, Morrison comenzó a salir con Renee Puente. El 27 de junio de 2013, Elton John ayudó a Morrison a anunciar que él y Puente estaban comprometidos. Morrison y Puente se casaron el 18 de octubre de 2014 en una casa privada en la isla de Maui. El 16 de mayo de 2017 se hizo público que estaba esperando su primer hijo. Su hijo, Revel James Makai Morrison, nació el 12 de octubre de 2017. En marzo de 2021, Morrison anunció que su mujer estaba embarazada otra vez después de sufrir varios abortos. Su hija Phoenix nació el 28 de junio de 2021.

## Filmografía

### Televisión
| Año       | Título                                   | Rol              | Notas                                               |
| --------- | ---------------------------------------- | ---------------- | --------------------------------------------------- |
| 1997      | Relativity                               | Dr. Alexander    | Invitado 1 episodio, serie de TV                    |
| 1999      | Sex and the City                         | Young busboy     | Invitado 1 episodio, serie de TV                    |
| 2003      | Hack                                     | Sam Wagner       | Invitado 1 episodio, serie de TV                    |
| 2005      | Once Upon a Mattress                     | Sir Harry        | Elenco principal, Película de TV                    |
| 2006      | Law & Order: Criminal Intent             | Chance Slaughter | Invitado 1 episodio, serie de TV                    |
| 2006      | As the World Turns                       | Adam Munson (#4) | Elenco principal, serie de TV (17 episodios)        |
| 2007      | Ghost Whisperer                          | Matt Sembrook    | Invitado 1 episodio, serie de TV                    |
| 2007      | CSI: Miami                               | Jesse Stark      | Invitado 1 episodio, serie de TV                    |
| 2008      | Numbers                                  | Blaine Cleary    | Invitado 1 episodio, serie de TV                    |
| 2009      | Taking Chance                            | Robert Rouse     | Elenco principal, película de TV                    |
| 2009–2015 | Glee                                     | Will Schuester   | Elenco principal, serie de TV FOX                   |
| 2011      | The Cleveland Show                       | Will Schuester   | Invitado 1 episodio, serie de TV (voz)              |
| 2012      | 8_(play)                                 | Paul Katamai     | Elenco principal, Película de TV                    |
| 2012      | Live with Kelly                          | El mismo         | Copresentador, programa de TV                       |
| 2013      | Hollywood Game Night                     | El mismo         | Invitado 1 episodio, programa de TV                 |
| 2016      | The Good Wife                            | Connor Fox       | Elenco recurrente 6 episodios, serie de TV          |
| 2016      | Younger                                  | Sebastian        | Episode: "The Good Shepherd"                        |
| 2017–2018 | Grey's Anatomy                           | Paul Stadler     | Invitado 4 episodios, serie de TV (temporada 13–14) |
| 2019–2020 | The Greatest Dancer                      | El mismo         | Capitán de Baile, programa de TV                    |
| 2019      | American Horror Story: 1984              | Trevor Kirchner  | Elenco principal, serie de TV FX                    |
| 2020      | #KidsTogether: The Nickelodeon Town Hall | El mismo         | Especial de TV                                      |
| 2020      | Dr. Seuss' The Grinch Musical Live!      | The Grinch       | Especial de TV                                      |
| 2022      | So You Think You Can Dance               | El mismo         | Jurado, temporada 17                                |
| 2023      | Paris Christmas Waltz                    | Leo Monroe       | Elenco principal, Película de TV                    |

## Teatro
| Año       | Producción                     | Rol                                      | Lugar               | Notas              |
| --------- | ------------------------------ | ---------------------------------------- | ------------------- | ------------------ |
| 1998      | Footloose                      | Ensemble; Chuck Cranston understudy      | Broadway            | Reemplazo          |
| 1999      | Footloose                      | Chuck Cranston; Ren McCormack understudy | US tour             | Reemplazo          |
| 2000      | The Rocky Horror Show          | Fantasma                                 | Broadway            | Reemplazo          |
| 2001      | Sunday in the Park with George | Franz / Dennis                           | Regional            |                    |
| 2002–2004 | Hairspray                      | Link Larkin                              | Broadway            | Protagonista       |
| 2003      | Tarzan                         | Tarzan                                   | NY workshop         |                    |
| 2004      | Hairspray                      | Link Larkin                              | Gira norteaméricana | Reemplazo          |
| 2004      | Tarzan                         | Tarzan                                   | NY workshop         |                    |
| 2005      | The Light in the Piazza        | Fabrizio Naccarelli                      | Broadway            | Elenco principal   |
| 2005      | Catch Me If You Can            | Frank Abagnale, Jr.                      | NY reading          |                    |
| 2005      | A Naked Girl on the Appian Way | Thad Lapin                               | Broadway            | Elenco principal   |
| 2007      | 10 Million Miles               | Duane                                    | Off-Broadway        |                    |
| 2007      | Chess                          | The Arbiter                              | Los Angeles         | Concierto benéfico |
| 2008–2009 | South Pacific                  | Lt. Joseph Cable, USMC                   | Broadway            |                    |
| 2010      | The Rocky Horror Show          | Brad Majors                              | Los Angeles         | 35th Anniversary   |
| 2015–2016 | Finding Neverland              | J.M. Barrie                              | Broadway            | Elenco principal   |
| 2017      | Damn Yankees                   | Joe Hardy                                | Broadway            | Benefit Concert    |
| 2024      | Chicago                        | Billy Flynn                              | Gira Japonesa       | Elenco principal   |

## Sencillos
| Año  | Sencillo                                                                      | Álbum                                               |
| ---- | ----------------------------------------------------------------------------- | --------------------------------------------------- |
| 2007 | «One Day More»                                                                | This Ordinary Thursday - The Songs of Georgia Stitt |
| 2009 | «Gold Digger»                                                                 | Glee: The Music, Volume 1                           |
| 2009 | «Alone» (junto a Kristin Chenoweth)                                           | Glee: The Music, Volume 1                           |
| 2009 | «Bust a Move»                                                                 | Glee: The Music, Volume 1                           |
| 2009 | «Thong Song»                                                                  | Glee: The Music, Volume 1                           |
| 2009 | «Don't Stand So Close to Me / Young Girl»                                     | Glee: The Music, Volume 2                           |
| 2009 | «Endless Love»(junto a Lea Michele)                                           | Glee: The Music, Volume 2                           |
| 2010 | «Like a Virgin»                                                               | Glee: The Music, The Power of Madonna               |
| 2010 | «What It Feels Like for a Girl»                                               | Glee: The Music, The Power of Madonna               |
| 2010 | «Fire» (junto a Kristin Chenoweth)                                            | -                                                   |
| 2010 | «One Less Bell to Answer / A House Is Not a Home» (junto a Kristin Chenoweth) | Glee: The Music, Volume 3 Showstoppers              |
| 2010 | «Ice Ice Baby»                                                                | -                                                   |
| 2010 | «Dream On» (junto a Neil Patrick Harris)                                      | Glee: The Music, Volume 3 Showstoppers              |
| 2010 | «Tell Me Something Good»                                                      | -                                                   |
| 2010 | «Over the Rainbow» (junto a Mark Salling)                                     | Glee: The Music, Journey to Regionals               |

## Nominaciones
- People's Choice Awards Ganador - 2010 Mejor actor - serie de comedia - (Glee)
- Premios Primetime Emmys Nominado- 2010 Mejor actor - serie de comedia (Glee)
- Golden Globe Awards Nominado - 2010 Mejor actuación en serie de televisión - comedia o musical   (Glee)
- Premios Satellite Ganador - 2010 Mejor actor de serie musical o comedia (Glee)
- Teen Choice Awards Nominado - 2010 Mejor personalidad de televisión
- Golden Globe Awards Nominado - 2009  Mejor actuación en serie de televisión - comedia o musical (Glee)
- Premios Satellites Ganador- 2009 Mejor Actor en una Serie de Comedia o Musical (Glee)
- Premios del Sindicato de Actores  - 2009 Mejor actor de televisión - Comedia o Musical (Glee)
- Drama Desk Awards Nomination - 2008 Outstanding Actor in a Musical (10 Million Miles)
- Tony Awards Nomination - 2005 Best Featured Actor in a Musical (The Light in the Piazza)
- Outer Critics Circle Awards Nomination - 2005 Best Featured Actor in a Musical (The Light in the Piazza)
- Drama Desk Awards Nominado - 2005 Mejor actor en musical (The Light in the Piazza)
- Outer Critics Circle Awards Nominado - 2003 Mejor actor en música (Hairspray)

## Discografía

### Álbumes de estudio
| Título                                | Detalles | Posiciones en Listas | Posiciones en Listas | Posiciones en Listas |
| Título                                | Detalles | US                   | AUS                  | UK                   |
| ------------------------------------- | --- | -------------------- | -------------------- | -------------------- |
| Matthew Morrison                      | - Lanzamiento: 10 de mayo de 2011 - Discográfica: Mercury Records - Formatos: CD, descarga digital, streaming     | 24                   | 61                   | 63                   |
| Where It All Began                    | - Lanzamiento: 4 de junio de 2013 - Discográfica: 222 Records - Formatos: CD, descarga digital, streaming         | 95                   | —                    | 163                  |
| Disney Dreamin' with Matthew Morrison | - Lanzamiento: 6 de marzo de 2020 - Discográfica: Walt Disney Records - Formatos: CD, descarga digital, streaming | —                    | —                    | —                    |

### EPs
| A Classic Christmas                                                  | - Lanzamiento: 19 de noviembre de 2013 - Discográfica: 222 Records - Formatos: Descarga digital, streaming |
| "—" denota que el Ep no se lanzó o no se posicionó en ese territorio | |

### Sencillos
| Año  | Sencillo                | Pico de posición | Pico de posición | Pico de posición | Álbum              |
| Año  | Sencillo                | US AC            | CAN              | UK               | Álbum              |
| ---- | ----------------------- | ---------------- | ---------------- | ---------------- | ------------------ |
| 2011 | "Summer Rain"           | 16               | 72               | —                | Matthew Morrison   |
| 2011 | "Still Got Tonight"     | —                | —                | 182              | Matthew Morrison   |
| 2013 | "It Don't Mean a Thing" | —                | —                | —                | Where it all Began |